# هوارد نورمان
هوارد نورمان (بالإنجليزية: Howard Norman)‏ هو كاتب أمريكي، ولد في 4 مارس 1949 في توليدو في الولايات المتحدة.